# Arriflex 16SR
Arriflex 16 SR — семейство киносъёмочных аппаратов с зеркальным обтюратором, выпускавшихся с 1975 по 2006 год немецкой компанией Arri. Все модели семейства являются третьим поколением камер этого производителя для 16-мм киноплёнки, и одними из самых совершенных.

## История создания
К 1960-м годам представление о 16-мм камерах сильно изменилось. Из-за того, что эти камеры применялись для съёмок телевизионных сюжетов и документальных фильмов с синхронным живым звуком, потребовалось создание легкого и бесшумного аппарата. В 1960 году французская фирма Eclair выпустила аппарат Eclair NPR, который был не только малошумным, но и имел контргрейфер и быстросменные коаксиальные кассеты ёмкостью 120 метров киноплёнки.
Единственным недостатком камеры был её вес — свыше 12 кг, и неудобная система зарядки плёнки — через четыре зубчатых барабана, вращающихся в разные стороны. В 1971 году выходит Eclair ACL — камера, построенная по совершенно другим принципам. Очень маленький и компактный корпус был оснащён небольшим кварцованным электроприводом, при этом камера обычно комплектовалась 60-метровыми кассетами. Кассеты большей ёмкости (120м) были не удобными в использовании, так как из-за большого веса часто ломали свой корпус.
К моменту выхода Eclair ACL у Arri выпускаются 16-мм малошумные камеры Arriflex 16 M и Arriflex 16 BL — которые по сути конструкции бесшумными не являлись, так как имели боксированый корпус. Эти камеры было решено не дорабатывать, а выпустить принципиально новый аппарат, использовав конструкторские решения дебютировавшего в 1970 году Arriflex 35 BL с внутренним боксированием.
Главным инженером нового проекта стал Эрих Кестнер — человек, создавший в 1935 году Arriflex 35. Разработка камеры началась в 1972 году, и к 1974 году был создан первый прототип. Камера имела контргрейфер, крепление объективов «Арри-байонет», и две фиксированные частоты киносъёмки — 24 и 25 к/c. Прототип комплектовался 60-метровыми кассетами, и был значительно меньше серийной версии. Однако в серию пошёл тип камеры только со 120-метровыми кассетами. Кассеты коаксиальные, с ходом плёнки в трёх плоскостях, быстросменные магазинного типа ёмкостью 120 метров. В кассете находятся зубчатые барабаны и часть фильмового канала, обеспечивая перезарядку аппарата в течение 3—5 секунд. Визир камеры тоже был новым решением — он мог поворачиваться в любую сторону с одновременной оптической компенсацией поворота изображения.
Кроме двух кварцованных частот съёмки 24/25 кадров в секунду аппарат обеспечивает плавную регулировку в пределах от 5 до 75 кадров в секунду через вариатор. Камера вышла в 1975 году и имела огромный успех, несмотря на высокую цену в 15.000 долларов. Следует отметить, что первые версии камеры комплектовались французскими двигателями и электроникой, и имели несколько более высокий уровень шума. На расстоянии один метр от линзы шум достигал 29 dB.

## Модельный ряд
Arriflex 16 SR — выпуск с 1975 по 1982 год. Скорости 5-75 кадров в секунду и 5-150 в версии HS. Контроль скоростей через вариатор. Крепление объективов байонет «Арри». Корпус только чёрный.
Arriflex 16 SR-II — впервые представлена на выставке Photokina-80. Выпуск с 1982 по 1996 год. Главное отличие от предыдущей модели заключается в наличии системы автоматического управления экспозицией при помощи TTL-экспонометра на основе сернисто-кадмиевого фоторезистора. Раскрытие диафрагмы регулируется сервоприводом, обеспечивая съёмку в режиме приоритета выдержки. Кроме того, возможна запись адресно-временного кода SMPTE на дорожку киноплёнки, свободную от перфораций. Запись производится при помощи светодиода, расположенного на 2 кадра ниже кадрового окна, позволяя синхронизировать камеру с внешним магнитофоном. Скорости 5-75 кадров в секунду и 5-150 в версии HS. Контроль скоростей через вариатор. Крепление объективов байонет «Арри» — ранние версии, с 1985 года — байонет «Arri PL». Корпус чёрный и серый для версии HS. Предусмотрена прыгающая диафрагма объективов, закрывающаяся до рабочего значения при запуске лентопротяжного механизма.
Arriflex 16 SR-3 — выпуск с 1996 по 2006 год. Скорости 5-75 кадров в секунду в версии Advanced и 5-150 в версия HS, но есть версии со 175 к/c. Контроль скоростей и угла раскрытия обтюратора прямо через камеру. Интегрированная система видеоконтроля, которая поставлялась отдельно, но каждая камера имела выход для видеоконтроля в стандартной комплектации. Новый визир, при повороте которого в любую сторону, в том числе и по оси объектива изображение оставалось прямым, но могло быть повернуто под любым углом по желанию оператора. Подсветка рамок. Корпус только серый. Первая камера, имеющая заводской стандарт кадра Супер-16. Крепление объективов — Арри PL байонет.

## Аксессуары
Для всех версий камер выпускались вариаторы скорости, специальные 15-мм суппорты, устанавливающиеся непосредственно на камеру, оптические стабилизаторы изображения, для Arriflex 16 SR 3 выпускались и 240-метровые кассеты.